# Maria Wierzbowska
Maria Wierzbowska (ur. 13 lutego 1995 r. Krakowie) – polska wioślarka, srebrna medalistka mistrzostw świata, srebrna i dwukrotnie brązowa medalistka mistrzostw Europy.
Jest siostrą Anny, która również jest wioślarką.

## Igrzyska olimpijskie
Na igrzyskach zadebiutowała w 2016 roku w Rio de Janeiro. Wzięła udział w rywalizacji dwójek bez sternika wraz z siostrą Anną. W eliminacjach zajęły trzecie miejsce i awansowały do półfinału. Zajmując w nim piątą pozycję, dotarły do finału B. Ostatni wyścig skończyły na czwartym miejscu i zostały sklasyfikowane na 10. pozycji.

## Wyniki
| Rok  | Zawody                      | Miejsce            | Konkurencja          | Czas             | Pozycja     |
| ---- | --------------------------- | ------------------ | -------------------- | ---------------- | ----------- |
| 2012 | Mistrzostwa świata juniorów | Płowdiw            | Czwórka bez sternika | Finał B: 7:05,29 | 8. miejsce  |
| 2013 | Mistrzostwa świata juniorów | Troki              | Czwórka bez sternika | Finał A: 6:59,24 | 4. miejsce  |
| 2015 | Mistrzostwa Europy          | Poznań             | Dwójka bez sternika  | Finał A: 7:20,16 | 6. miejsce  |
| 2015 | Mistrzostwa świata          | Lac d’Aiguebelette | Dwójka bez sternika  | Finał B: 7:13,85 | 12. miejsce |
| 2016 | Mistrzostwa Europy          | Brandenburg        | Dwójka bez sternika  | Finał B: 7:32,24 | 7. miejsce  |
| 2016 | Igrzyska olimpijskie        | Rio de Janeiro     | Dwójka bez sternika  | Finał B: 7:21,53 | 10. miejsce |
| 2017 | Mistrzostwa Europy          | Račice             | Czwórka bez sternika | Finał A: 6:55,32 | 2. miejsce  |
| 2017 | Mistrzostwa świata          | Sarasota           | Czwórka bez sternika | Finał A: 6:34,25 | 2. miejsce  |
| 2018 | Mistrzostwa Europy          | Glasgow            | Czwórka bez sternika | Finał A: 6:42,58 | 3. miejsce  |
| 2018 | Mistrzostwa świata          | Płowdiw            | Czwórka bez sternika | Finał A: 6:32,05 | 5. miejsce  |
| 2019 | Mistrzostwa Europy          | Lucerna            | Czwórka bez sternika | Finał A: 6:32,37 | 3. miejsce  |
| 2019 | Mistrzostwa świata          | Ottensheim         | Czwórka bez sternika | Finał A: 6:51,43 | 4. miejsce  |
| 2020 | Mistrzostwa Europy          | Poznań             | Czwórka bez sternika | Finał B: 6:54,12 | 7. miejsce  |